# Ben et Bénédict
Pour plus de détails, voir Fiche technique et Distribution.
Ben et Bénédict est un film français réalisé par Paula Delsol et sorti en 1977. Il fut révélé à la 16e Semaine de la critique durant le 30e Festival de Cannes.

## Synopsis
Bénédict représente le fantasme de ce que Ben aimerait être : une femme équilibrée et bien dans sa peau.

## Fiche technique
- Titre : Ben et Bénédict
- Réalisation et scénario : Paula Delsol
- Photographie : Claude Beausoleil
- Musique : Larry Martin
- Montage : Françoise Collin
- Son : Jean-Michel Chauvet
- Producteur délégué : Claude Nedjar
- Sociétés de production : NEF-Diffusion (Paris) - Hamster Films - SFP CinémaAnouchka Films - Dovidis - ORTF
- Pays de production :  France
- Format : couleur 35 mm
- Genre : comédie dramatique
- Durée : 97 minutes
- Date de sortie : France - 27 avril 1977

## Distribution
- Françoise Lebrun : Ben/Bénédict
- André Dussollier : Bernard Chevalier
- Daniel Duval : Rémi Peyrou
- Jacqueline Staup : l'amie de Ben
- Jacques Jeannet : le premier professeur
- Catherine Cadet : la femme avortée
- Michel Delahaye : le témoin au mariage
- Michèle Amiel : Mme Caizergues, la patronne du bistrot
- Arielle Sémenoff : la femme accouchée
- Jacqueline Dane : la mère de Ben
- José Varela : le deuxième professeur
- Colette Lecourt : la nourrice
- Geneviève Mnich : la petite amie de Bernard
- François Périer : la voix
- Pierre Bréchignac : le médecin
- Christine Abt : l'étudiante en médecine
- Pierre Decazes : le maire
- Philippe David : le frère de la femme accouchée
- Pierrette David : la cliente
- Cécile Surbled : la fille de Ben
- Gabriel Gobin : le voisin
- Sylvie Coste : la 2e infirmière
- Alain Scoff
- Odette Barrois
- André Nader
- Nadine Servan
- Christine Datnowsky
- Marie-Caroline Burnat